# Sauk Village
Sauk Village és una vila dels Estats Units a l'estat d'Illinois. Segons el cens del 2000 tenia 10.411 habitants.

## Demografia
Segons el cens del 2000, Sauk Village tenia 10.411 habitants, 3.331 habitatges, i 2.648 famílies. La densitat de població era de 1.057,8 habitants/km².
Dels 3.331 habitatges en un 42,5% hi vivien nens de menys de 18 anys, en un 54,4% hi vivien parelles casades, en un 19,2% dones solteres, i en un 20,5% no eren unitats familiars. En el 16,7% dels habitatges hi vivien persones soles el 4,2% de les quals corresponia a persones de 65 anys o més que vivien soles. El nombre mitjà de persones vivint en cada habitatge era de 3,13 i el nombre mitjà de persones que vivien en cada família era de 3,5.
Per edats la població es repartia de la següent manera: un 33,3% tenia menys de 18 anys, un 9,1% entre 18 i 24, un 30,5% entre 25 i 44, un 19,7% de 45 a 60 i un 7,4% 65 anys o més.
L'edat mediana era de 30 anys. Per cada 100 dones de 18 o més anys hi havia 91,9 homes.
La renda mediana per habitatge era de 46.718 $ i la renda mediana per família de 50.088 $. Els homes tenien una renda mediana de 37.901 $ mentre que les dones 26.134 $. La renda per capita de la població era de 16.598 $. Aproximadament el 8,3% de les famílies i el 9,6% de la població estaven per davall del llindar de pobresa.

## Poblacions properes
El següent diagrama mostra les poblacions més properes.